# Eastern Professional Basketball League 1951-1952
La stagione EPBL 1951-52 fu la 6ª della Eastern Professional Basketball League. Parteciparono 6 squadre in un unico girone.
Rispetto alla stagione precedente si aggiunsero gli York Victory A.C. si spostarono ad Ashland, cambiando nome in Ashland Greens. I Reading Rangers si ribattezzarono Reading Merchants. I Berwick Carbuilders sospesero le operazioni. Gli Harrisburg Senators scomparvero.
Durante la stagione gli Ashland Greens si trasferirono a Hazleton, diventando gli Hazleton Mountaineers.

## Squadre partecipanti
- Ashland Greens/ Hazleton Mountaineers
- Lancaster Rockets
- Pottsville Packers
- Reading Merchants
- Sunbury Mercuries
- Williamsport Billies

## Classifica
| Squadra                              | V  | P  | %    | GB  |
| ------------------------------------ | -- | -- | ---- | --- |
| Pottsville Packers                   | 21 | 9  | 70,0 | -   |
| Sunbury Mercuries                    | 20 | 10 | 70,0 | 1   |
| Williamsport Billies                 | 17 | 12 | 58,6 | 3,5 |
| Lancaster Rockets                    | 13 | 16 | 44,8 | 7,5 |
| Reading Merchants                    | 11 | 17 | 39,3 | 9   |
| Ashland Greens/Hazleton Mountaineers | 6  | 20 | 20,0 | 15  |

## Play-off

### Semifinali
|  | Pottsville Packers | 76 – 66 | Williamsport Billies |  |

|  | Pottsville Packers | 81 – 73 | Williamsport Billies |  |

|  | Sunbury Mercuries | 91 – 78 | Lancaster Rockets |  |

|  | Sunbury Mercuries | 82 – 66 | Lancaster Rockets |  |

### Finale
|  | Pottsville Packers | 76 – 69 | Sunbury Mercuries |  |

|  | Sunbury Mercuries | 96 – 77 | Pottsville Packers |  |

|  | Pottsville Packers | 83 – 76 | Sunbury Mercuries |  |

### Tabellone
|  | Semifinali | Semifinali   | Semifinali |         |            | Finale     | Finale | Finale |  |
|  |            |              |            |         |            |            |        |        |  |
|  | 1          | Pottsville   | 2          |         |            |            |        |        |  |
|  | 1          | Pottsville   | 2          |         |            |            |        |        |  |
|  | 3          | Williamsport | 0          |         |            |            |        |        |  |
|  | 3          | Williamsport | 0          |         | Pottsville | Pottsville | 2      |        |  |
|  |            |              |            |         | Pottsville | Pottsville | 2      |        |  |
|  |            |              | Sunbury    | Sunbury | 1          |            |        |        |  |
|  | 4          | Lancaster    | Sunbury    | Sunbury | 1          | 0          |        |        |  |
|  | 4          | Lancaster    |            |         |            |            |        |        |  |
|  | 2          | Sunbury      | 2          |         |            |            |        |        |  |

## Vincitore
| Campione EPBL 1952             |
| ------------------------------ |
| Pottsville Packers (2º titolo) |

## Premi EPBL
- EPBL Most Valuable Player: Chink Crossin, Pottsville Packers